# DIN 31635
DIN 31635 je standard za transliteracijo arabske abecede, ki ga je leta 1982 sprejel Nemški inštitut za standardizacijo (DIN). Zasnovan je na pravilih Deutsche Morgenländische Gesellschaft (DMG), modificiranih na mednarodnem kongresu leta 1936 v Rimu. Standard se uporablja v večini prevodov arabskih in islamskih besedil v nemški jezik in jezike držav vzhodne Evrope. 
Standardizirana transkripcija 28 črk arabske abecede je prikazana v naslednji tabeli:
| Arabske črke | ء‎ / ا                                                                              | ب | ت | ث  | ج      | ح | خ  | د | ذ  | ر | ز | س | ش  | ص  | ض  | ط  | ظ     | ع                                                                              | غ  | ف | ق | ك | ل | م | ن | ه | و     | ي / ى‎ |
| DIN 31635    | [ʾ] Napaka: {{Transl}}: transliteration text not Latin script (pos $1) (pomoč) / ā | b | t | ṯ  | ǧ      | ḥ | ḫ  | d | ḏ  | r | z | s | š  | ṣ  | ḍ  | ṭ  | ẓ     | [ʿ] Napaka: {{Transl}}: transliteration text not Latin script (pos $1) (pomoč) | ġ  | f | q | k | l | m | n | h | w / ū | y / ī |
| ALA-LC       | ʼ / ā                                                                              | b | t | th | j      | ḥ | kh | d | dh | r | z | s | sh | ṣ  | ḍ  | ṭ  | ẓ     | ʻ                                                                              | gh | f | q | k | l | m | n | h | w / ū | y / ī |
| IPA (MSA)    | ʔ, aː                                                                              | b | t | θ  | dʒ ɡ ʒ | ħ | x  | d | ð  | r | z | s | ʃ  | sˤ | dˤ | tˤ | ðˤ zˤ | ʕ                                                                              | ɣ  | f | q | k | l | m | n | h | w,uː  | j, iː |

Samoglasniki (ḥarakāt)  fatḥah, kasrah in ḍammah se zapišejo z a, i in u.  Poudarek (šaddah) pomeni podvajanje črk, razen ob besedah, ki se začnejo s "sončnimi črkami" (šamsiyyah).  
ʾalif, ki označuje /aː/, se zapiše kot ā. (ﺓ) tāʾ marbūṭah  na koncu besede se običajno zapiše  kot -h, v sestavljenih besedah pa kot -t. 
Črka hamza se piše v več oblikah (أ إ ء ئ ؤ), odvisno od njenega položaja v besedi, vendar se vedno transliterira kot ʾ. alif (ا) brez hamze  na začetku besede se ne transliterira s ʾ, ampak se transliterira samo začetni  samoglasnik (če se izgovori): i-. 
Zlomljeni alif (ﻯ, ʾalif maqṣūrah) se transliterira ko ā in se ga ne da razločiti od ʾalifa.
Dolga samoglasnika /iː/ in /uː/ se pišeta z ī in ū. 
Obrazili za gradnjo pridevnika iz samostalnika (nisbah) /ij(j) , ijja/ se zapišeta z -iyy in -iyyah, medtem ko se v moškem spolu pišeta z -ī. Nunacija se ne transkribira. Črtica - se uporablja za ločevanje morfoloških elementov, v glavnem za povezovanje s členi in predlogi.
Arabske indijske številke (‭٠ ١ ٢ ٣ ٤ ٥ ٦ ٧ ٨ ٩‬) se pišejo z zahodnimi arabskimi številkami (0 1 2 3 4 5 6 7 8 9).